# 178226 Rebeccalouise
178226 Rebeccalouise è un asteroide della fascia principale. Scoperto nel 2006, presenta un'orbita caratterizzata da un semiasse maggiore pari a 2,4169080 UA e da un'eccentricità di 0,1189308, inclinata di 2,15354° rispetto all'eclittica.